# Ammotretis
Ammotretis es un género de peces de la familia Pleuronectidae, del orden Pleuronectiformes. Esta especie marina fue descubierta por Albert Günther en 1862. 

## Especies
Especies reconocidas del género:
- Ammotretis brevipinnis Norman, 1926
- Ammotretis elongatus McCulloch, 1914
- Ammotretis lituratus (J. Richardson, 1844)
- Ammotretis macrolepis McCulloch, 1914
- Ammotretis rostratus Günther, 1862

### Lectura recomendada
- Cooper, J. Andrew, and François Chapleau. 1998. Monophyly and intrarelationships of the family Pleuronectidae (Pleuronectiformes), with a revised classification. Fishery Bulletin, vol. 96, no. 4. 686-726.
- Eschmeyer, William N. 1990. Genera of Recent Fishes. iii + 697.